# Deffest and Baddest
Deffest and Baddest è il terzo e ultimo album solista di Wendy O. Williams, ex-cantante dei Plasmatics, pubblicato sotto il nome del gruppo "Ultrafly and the Hometown Girls" nel 1988.

## Tracce
1. Rulers of Rock
2. $10,000,000 Winner
3. Super Jock Guy
4. Early Days
5. The Humpty Song
6. Know Wa'm Say'n?
7. On the IRT
8. Lies
9. La la Land
10. Laffing 'n' Scratching

## Formazione
- Wendy O. Williams - voce
- Michael Ray - chitarra, voce addizionale
- Greg Smith - basso, voce addizionale
- T. C. Tolliver - batteria, voce addizionale